# Сражение при Чарасиабе
Сражение при Чарасиабе (англ. Battle of Charasiab, вар. Battle of Charasiah, Battle of Charasia) — одно из столкновений второй фазы Второй англо-афганской войны, произошедшее 6 октября 1879 года около Кабула. После того, как афганские повстанцы напали на британскую миссию в Кабуле и убили посла Каваньяри, индийское правительство направило в Афганистан дивизию под командованием генерала Робертса. На подходе к Кабулу передовая бригада британских войск (бригада Бейкера) встретила афганскую армию на сильной позицию села Чар-Асиаб. Робертс принял решение сходу атаковать противника, для чего организовал отвлекающую атаку его левого фланга, а основными силами, которыми лично командовал генерал Бейкер, атаковал слабый правый фланг противника. Афганцы упорно сражались за первую линию обороны, но менее решительно удерживали вторую, а после падения второй оставили третью линию практически без сопротивления. Разгром афганской армии у Чарасиаба открыл Робертсу дорогу на Кабул, и уже 7 октября британская армия была под стенами города.

## Силы англичан
В распоряжении Робертса оказалась дивизия из трех бригад (одной кавалерийской и двух пехотных):
- Кавалерийская бригада бригадного генерала Уильяма Мэсси
  - 1-й эскадрон 9-го уланского полка
  - 5-й пенджабский кавалерийский полк[англ.]
  - 12-й бенгальский кавалерийский полк[англ.]
  - 14-й бенгальский уланский полк[англ.]
- 1-я пехотная бригада бригадного генерала Герберта Макферсона
  - 67-й пехотный полк[англ.], полковник Кноулс
  - 72-й собственный герцога Олбани пехотный полк горцев[англ.], подполковник Кларк
  - 28-й пенджабский туземный пехотный[англ.], полковник Хадсон
- 2-я пехотная бригада бригадного генерала Томаса Бейкера[англ.]
  - 92-й пехотный полк[англ.], подполковник Паркер
  - 5-й пенджабский пехотный полк[англ.]
  - 23-й сапёрный полк[англ.]
  - 5-й гуркхский полк[англ.], майор Фицхью.
  - 7-я рота сапёров и минёров

Всего: 192 офицера, 6425 рядовых (из них 2558 британцы, остальные индийцы), 18 орудий, 6000 сопровождающих. 3500 вьючных животных несли запас провизии на две недели, а запас чая и сахара на два месяца. Артиллерия состояла из двенадцати 9-фунтовых орудий, шести 7-фунтовых орудий и двух картечниц Гатлинга.

## Предыстория
Первая фаза англо-афганской войны завершилась подписанием Гандамакского договора, и в Кабуле разместилась британская миссия во главе с майором Каваньяри. Однако 3 сентября три полка регулярной афганской армии взбунтовались, требуя выплаты жалованья, напали на кабульскую крепость и перебили всю британскую миссию. Индийское правительство приняло решение отправить в Афганистан армию, чтобы помочь эмиру подавить мятеж. Перевал Шутагардан, через который шёл путь на Кабул, был занят артиллерийской батареей, 5-м гуркхским полком, 23-м сапёрным полком и ротой сапёров. 12 сентября генерал Фредерик Робертс прибыл в село Али-Хель и принял командование войсками. Для наступления на Кабул у него имелось 6500 человек, а ещё 4000 человек под командованием генерала Гордона охраняли коммуникации. Войскам остро не хватало тягловых животных; 14-й бенгальский уланский полк даже выступил из Курама спешенным, потому что лошадей пришлось использовать для перевозки снаряжения.
28 сентября Робертс прибыл в Куши, где встретился с эмиром Якуб-ханом. Тот попросил не спешить с наступлением на Кабул, опасаясь за судьбу членов своей семьи в кабульской крепости. Он полагал, что афганцы убьют их в случае приближения британской армии. Робертс ответил, что он обязан следовать приказам. Присутствие эмира давало ему повод для беспокойства, поскольку эмир постоянно посылал гонцов, вероятно, передавая кому-то информацию о состоянии британской армии.
1 октября последние подразделения перешли Шутагардан, а 2 октября вся армия Робертса сконцентрировалась в Заган-Шахре. 
В Загран-Шахре выяснилось, что из-за большого обоза отряд не может идти одной колонной, поэтому Робертс разделил его на две части. 4 октября выступила 1-я бригада и кавалерия. Перейдя реку Логар, колонна встала лагерем в двух милях за рекой. 2-я бригада выступила следом и её передовые части прибыли в лагерь в 20:00. В этот день стало известно, что мятежные афганские полки всё ещё находятся в Кабуле, где они разграбили арсенал крепости Бала-Хиссар, захватив несколько сотен винтовок и огромное количество боеприпасов.
На следующий день предстояло пройти всего около 10 километров, поэтому марш был начат поздно, в 10:00. 2-я бригада выступила первой и, двигаясь вдоль реки Логар на север, вышла к цепи холмов. За холмами был виден хребет, у подножия которого находилось селение Чарасиаб. После полудня бригада подошла к Чарасиабу и встала на равнине около села. Ночь на 6 октября прошла бессобытийно, разъезды кавалерии не обнаружили присутствия противника.

## Ход сражения
Утром 6 октября Робертс послал небольшой отряд, чтобы проверить проходимость глубокого ущелья, через которое река Логар вытекала на кабульские равнины, и этот отряд внезапно обнаружил, что ущелье занято афганской армией, на высотах развёрнута артиллерия, а иррегулярные ополченцы заняли позиции на холмах вокруг британского лагеря. В этой ситуации у Робертса было четыре возможных варианта действий: 1) Он мог отступить назад на высоты южнее Чарасиаба и дождаться подхода бригады Макферсона, 2) Он мог укрепить позицию, на которой остановиться и ждать Макферсона, 3) Он мог попытаться выманить афганцев с их позиции на равнину, 4) Или же он мог атаковать противника на его позиции. Первый вариант был рискован, потому что была вероятность, что противник уже занял высоты в тылу и при отступлении пришлось бы оставить некоторую часть обоза. Второй вариант не подходил, потому что лагерь был окружён доминирующими высотами и не было времени на его укрепление. Третий план мог бы сработать против недисциплинированного противника, но была вероятность, что у афганцев есть опытный командир, который распознает приём. Четвёртый план был рискован ввиду неравенства сил, но на стороне британской армии было преимущество в дисциплине, кроме того, решительное наступление обычно деморализовывает противника. В итоге Робертс выбрал последний вариант.
Генерал Бейкер провёл рекогносцировку, которая показала, что противник занимает невысокий хребет в миле от Чарасиаба, за этим хребтом тянется цепь холмов, а за ними находится основная позиция, хребет длиной 2,5 мили и высотой 2200 футов (670 метров). Афганская армия была развёрнута в основном у ущелья Санг-и-Навишта, поэтому Робертс решил имитировать наступление на ущелье, а основными силами атаковать слабый правый фланг противника. Против ущелья была выдвинута колонна майора Джорджа Уайта:
- 3 орудия майора Сидни Парри
- часть 9-го уланского, 20 сабель, лейт. Эпперли.
- 14-й бенгальский и 5-й пенджабские кавполки, всего 120 сабель
- 92-й пехотный полк, 284 человека, майор Хай.
- (23-й сапёрный, 550 человек, числился в этой колонне, но был переведён в левую колонну).

Сам Бейкер возглавил левую колонну, размером 1400 человек и 25 сабель (и ещё 550 человек 23-го сапёрного, переведённые из правой колонны):
- 4 горных орудия капитана Суини.
- 25 сабель 14-го бенгальского и две картечницы Гатлинга капитана Броадфута.
- 72-й пехотный полк, 700 чел., подполковника Кларка
- полубатальон 5-го гуркхского, 300 чел., майора Фицхью
- полубатальон 5-го пенджабского, 300 чел., капитана Холла
- 7-я рота сапёров и минёров, 100 чел., лейт. Нажент

В 11:30 Бейкер вывел свою колонну из зарослей около Чарасиаба и 72-й пехотный атаковал афганскую позицию с фронта, в то время как одна рота попыталась обойти правый фланг противника. Но этих сил оказалось недостаточно, поэтому Бейкер послал 2 роты 5-го гуркхского на усиление обходной роты, а ещё две гуркхские роты и 200 человек 5-го пенджабского послал на усиление основной линии. Афганское командование отправило подкрепления, но в этот момент британцы усилили нажим и захватили позицию. Афганцы вели весьма быстрый огонь из Снайдеров и Энфилдов, поэтому британцы понесли здесь некоторые потери (72-й пехотный потерял 36 человек), но, по замечанию очевидца, афганские военные были плохо обучены, поэтому их винтовки часто давали перелёт.
Афганцы организовали мощную контратаку, но она была отбита гуркхами. Заняв эту позицию, 72-й пехотный и 5-й гуркхский начали выдвижение во второй линии обороны при поддержке горных орудий и двух Гатлингов, хотя Гатлинги вскоре заклинило. Пройдя 500 или 600 метров, они атаковали центр второй линии, а 2 роты 92-го пехотного (из отряда Уайта) атаковали левый афганский фланг. Афганцы бросили позицию и отступили в разные стороны: левый фланг отошёл к основной позиции. Сопротивление на этой линии обороны было заметно слабее, чем на первой. С этого момента вся афганская армия на основном хребте поняла, что обойдена с фланга, и стала отходить на правом фланге и в центре. Говард Хенсман писал, что уже в 15:45 весь основной хребет был занят британской армией без серьёзного сопротивления со стороны противника.
Пока шёл этот бой, отряд Уайта подошёл к афганским позициям около ущелья и попытался сбить противника с позиции артиллерийским огнём, но афганцы не сдавали позицию, и тогда Уайт повёл свой отряд на штурм и быстро захватил афганские укрепления. Противник превосходил его численно, но на этом участке сражались не ополченцы, привычные к горным боям, а регуляры, слабо обученные и не умеющие пользоваться численным преимуществом. Удачный штурм позволил Уайту выделить две роты 92-го для помощи левой колонне. В этой время майор Хэммонд бросил кавалерию в атаку, захватил несколько орудий и прорвался почти до середины ущелья. Здесь к ним подошла рота 92-го и отряд 23-го сапёрного. Внезапно в ущелье была обнаружена батарея орудий Армстронга, и её немедленно атаковали. Афганцы бросили батарею, не сделав ни единого выстрела. После этого 92-й атаковал афганскую позицию на небольшой высоте, и захватил там 12 горных орудий. К 17:00 сражение завершилось.

## Последствия
Поздно вечером 6 октября в лагерь пришла бригада Макферсона, а утром 7 октября британцы выступили на Кабул силами бригады Бейкера, оставив бригаду Макферсона на ещё одну ночь у Чарасиаба. Было известно, что афганцы отступили куда-то к Шерпуру, поэтому Робертс поручил подполковнику Уильяму Мэсси взять 725 кавалеристов и отрезать противнику пути отступления. Мэсси обошёл Кабул справа, пересёк высоты Сиах-Санг и подошёл к Шерпурскому кантонменту, где обнаружил 73 орудия и 5 гаубиц, но при отступлении афганцы взорвали пороховой погреб.
Робертс не рискнул приближаться к Кабулу с одной бригадой, поэтому остановился на ночь в селе Бен-и-Хиссар, в двух милях на юго-восток от кабульской крепости. Разведка не выявила присутствия противника в Кабуле, а жители города сообщили, что афганская армия отступила на высоты за городом. Утром 8 октября стало известно, что афганцы покинули Шерпурский кантонмент и ушли к сторону Газни. 11 сентября Робертс исследовал крепость Бала-Хисар, а 12 октября эмир Якуб-хан, по словам Робертса, внезапно принял решение сложить с себя полномочия эмира. Сам Якуб-хан впоследствии утверждал, что сделал это под давлением Робертса. Версия Робертса вызывает больше доверия, поскольку на тот момент ему было выгоднее иметь Якуб-хана в статусе главы Афганистана. Это позволяло официально предать суду тех, кто сражался при Чарасиабе против британской армии и, фактически, против эмира. 23 октября лорд Литтон принял отставку эмира и телеграфировал об этом в Кабул.

Некоторые исследователи утверждают, что сражение при Чарасиабе стало первым, в котором британская армия использовала картечницы Гатлинга.

### Потери
Потери британской армии были невелики, с учётом, что им пришлось штурмовать укреплённую позицию фронтальной атакой. было ранено всего три офицера: лейтенант Фергюсон (72-й пехотный), капитан Янг (5-й пенджабский) и полковой врач Дункан (23-й сапёрный). Рядовых погибло 18 человек и 65 было ранено. 72-й пехотный понёс максимальные потери: 4 убитыми и 34 ранеными. 92-й и 5-й гуркхский потеряли каждый 4 убитыми и 10 ранеными. Кроме этого были убиты пять носильщиков и ранены четверо.
Афганская армия при Чарасиабе насчитывала 9000 или 10 000 человек, в том числе присутствовали 13 регулярных полков. Точные потери неизвестны. На поле боя было найдено 300 тел погибших. Афганцы потом рассказывали, что убито и ранено было 500 человек.

### Оценки
Военный историк, автор трёхтомного исследования по данной войне, полковник Генри Ханна называл безрассудным решение Робертса наступать на Кабул малыми силами, оставляя в тылу сложный горный хребет. Этот поход во многом напоминал марш генерала Джона Кина на Кабул в 1842 году, когда Кин оставил у себя в тылу Герат. Генерал Дюран по этому поводу писал, что война имеет свои принципы, и непозволительно подвергать риску солдат и репутацию страны. Риск Робертса был совершенно необоснованным: он не спасал чьи-то жизни, а только шёл отомстить за убийство посла. Ему не было смысла спешить, и он вполне мог тщательно подготовиться к наступлению. Некогда Наполеон написал своему брату Жозефу относительно марша на Мадрид, что наступать, отрываясь от своих баз — это ошибка, граничащая с преступлением. В случае неудачи она может иметь катастрофические последствия, и командир, принявший такое решение, первым растеряется, столкнувшись со всеми последствиями. В случае Робертса этого не произошло: попав под Чарасиабом в опасную ситуацию, Робертс смог грамотно и хладнокровно выйти из опасного положения, в которое поставил свою армию.

### В литературе
В рассказе Артура Конан Дойла «Пустой дом» присутствует вымышленный полковник Моран, который, согласно биографическому словарю, был участником афганской кампании и сражения при Чарасиабе, при этом был упомянут в донесениях.